# 세르게이 이바노프 (역사가)
세르게이 아르카디예비치 이바노프 FBA (러시아어: Серге́й Арка́дьевич Иванов; 1956년 10월 5일 출생)는 중세 문화 전문가인 러시아의 사학자이자 비잔틴학자이다. 세르게이 이바노프는 고등경제대학의 교수이다. 그는 저서 『비잔티움 너머의 성스러운 바보들』(2006)과 『콘스탄티노플을 찾아서』(2022)로 가장 잘 알려져 있다.
이바노프는 영국 학사원의 통신 회원이기도 하다.
2012년에 이바노프는 "인문학" 부문에서 계몽가상을 수상했다.

## 경력
세르게이 이바노프는 모스크바 국립 대학교에서 고전학자로 훈련받았다.
이바노프는 2013년부터 고등경제대학에서 가르치고 있으며, 2020년부터 이 대학의 동양 및 고전 연구소 산하 고대사 및 비잔티움 학과장으로 재직 중이다.
2023년 이바노프는 노스웨스턴 대학교(일리노이주 에반스턴)의 고전학과에서 가르쳤다.
그는 또한 국립 상트페테르부르크 대학교의 비잔틴 및 현대 그리스 연구소(2003-2015)와 모스크바 국립 대학교 문헌학과 비잔틴 문학 섹션(1996-2003)에서도 가르쳤다. 1979년부터 2013년까지는 러시아 과학 아카데미 슬라브 연구소의 연구원으로 재직했다.

## 일부 저작
세르게이 이바노프는 총 200편이 넘는 학술 출판물을 저술했다(1981-2023).

### 주요 도서
- 『비잔티움 너머의 성스러운 바보들』. 옥스포드, 옥스퍼드 대학교 출판부, 2006. - 479쪽. [2015년 - 체코어 번역, 2005, 2009, 2019년 - 러시아어 원본][1]
- 『콘스탄티노플을 찾아서: 비잔틴 이스탄불과 주변 지역 가이드북』. 이스탄불, "키타피아예네비", 2021. – 568쪽. [2023년 - 세르비아어 번역 (출간 예정), 2020년 - 터키어 번역, 2014년 - 불가리아어 번역, 2011, 2016, 2020년 - 러시아어 원본[2]
- 『비잔틴 문화와 성인전』 [Byzantine Culture and Hagiography]. 모스크바, 야스크, 2020. – 536쪽.
- 『돼지 앞의 진주: 비잔티움의 선교 활동』. 파리, “비잔티움 역사 및 문명 센터 친구들”, 2015. – 272쪽. [2011년 - 체코어 번역, 2003년 - 러시아어 원본]

### 주요 장과 논문
- 성인// 『케임브리지 러시아 문학사』/ 편집. S.프랭클린, E., 위디스. 케임브리지: 케임브리지 대학교 출판부, (출간 예정, 2023년 발간 예정)
- 슬라브, 『옥스포드 비잔틴 문학 핸드북』. 옥스포드 : 옥스퍼드 대학교 출판부, 2021, P. 662-681
- 제3로마가 본 제2로마: 러시아의 "비잔틴 유산" 논쟁, 『1500년 이후 유럽 문화에 나타난 비잔티움의 수용』. 애쉬게이트 출판사, 2016, р.55-80.[8]
- 종교 선교// 『케임브리지 비잔티움 역사』, 편집. J. 셰퍼드. 케임브리지, 케임브리지 대학교 출판부, 2008, 305-332
- 수로쉬의 성 스테판의 슬라브어 생애// 『비잔티움과 하자르 카간국 사이의 크리미아』/ 편집. C. 추커만. 파리, 콜레주 드 프랑스, 2006, 109-167
- 올림포스의 에우프락시아, 알려지지 않은 성전환 성인// 『아날렉타 볼란디아나』, 2008, vol.126, n 1, 31–47.

### 강의 및 논문
- 러시아 대중 인식 속 비잔티움은 '동방'인가 '서방'인가 (비엔나, 2021년 6월 28일)
- 1200년 콘스탄티노플의 노브고로드의 안토니우스: 순례자의 보고서 뒤에 숨겨진 여행 가이드 (코치 대학교, 이스탄불, 2021년 12월 8일 초청 강연)
- 콘스탄티노플의 백계 러시아인이 본 비잔티움 컬럼비아 대학교의 해리먼 연구소 초청 강연 (뉴욕, 2022년 5월 2일)
- 세르게이 이바노프와 함께 비잔틴 콘스탄티노플의 기념물 탐험하기